# Чађавица Средња (Бијељина)
Чађавица Средња је насељено мјесто у граду Бијељина, Република Српска, БиХ. Према попису становништва из 1991. у насељу је живјело 693 становника.

## Становништво
| Националност       | 1991.        | 1981.        | 1971.        |
| Срби               | 674 (97,25%) | 822 (98,91%) | 787 (99,87%) |
| Хрвати             | 1 (0,14%)    | 1 (0,12%)    | 0            |
| Југословени        | 7 (1,01%)    | 0            | 0            |
| остали и непознато | 11 (1,58%)   | 8 (0,96%)    | 1 (0,12%)    |
| Укупно             | 693          | 831          | 788          |

| Демографија | Демографија | Демографија |
| Година      | Становника  | Становника  |
| ----------- | ----------- | ----------- |
| 1948.       | 837         |             |
| 1953.       | 867         |             |
| 1961.       | 864         |             |
| 1971.       | 788         |             |
| 1981.       | 831         |             |
| 1991.       | 692         |             |